# Vermondo Brugnatelli
Pour les articles homonymes, voir Brugnatelli.
Vermondo Brugnatelli (Milan 19 octobre 1953) est un linguiste, écrivain et conférencier italien, considéré comme l'un des plus grands érudits de la langue berbère.
Descendant de Luigi Valentino Brugnatelli, il est diplômé en lettres classiques en 1979 avec une thèse sur l'histoire de la linguistique chamito-sémitique, et est membre et participe à plusieurs partenariats avec les organisations et les institutions scientifiques de la linguistique et de la langue.
Depuis 1992 il dirige le Centre d'études Chamito-Sémitiques à Milan et est codirecteur (avec Francis Aspesi) des séries "Études Chamito-Sémitiques" et "Matériaux didactiques", publiées par le Centre lui-même.
Président de l'Associazione Culturale Berbera et animateur de la publication "Awal n tmazight" (La voix berbère), il a favorisé la création et supervise l'édition en langue berbère de Wikipédia, une encyclopédie internet libre.

## Œuvres principales[1]
- Questioni di morfologia e sintassi dei numerali cardinali semitici, Firenze, Nuova Italia, 1982
- (édité) Fiabe del popolo tuareg e dei Berberi del Nordafrica, Milano, Mondadori, 1994
- (édité) Fiabe del Sahara, Milano, Mondadori, 1996
- (édité) Fiabe algerine, Milano, Mondadori, 1996
- (édité) Fiabe del Marocco, Milano, Mondadori, 1997
- "Muhend U Yahia (Abdellah Mohia). Il traduttore di Pirandello in berbero", Diario, 9:48 (2004), p. 64
- "La famiglia delle lingue afro-asiatiche (o camito-semitiche)", in Emanuele Banfi, Nicola Grandi (édité), Le lingue extraeuropee: Asia e Africa, Roma, Carocci, 2008,  p. 443-487
- (coédité avec M. Lafkioui) Berber in Contact: linguistic and socio-linguistic perspectives, Köln, Köppe, 2008
- "Lingue pre-arabe dell’Africa Settentrionale: 30 anni di studi libico-berberi", AIΩN 30

## Note
1. ↑  Pagina di Vermondo Brugnatelli